# 圣伯多禄修道院 (萨尔茨堡)

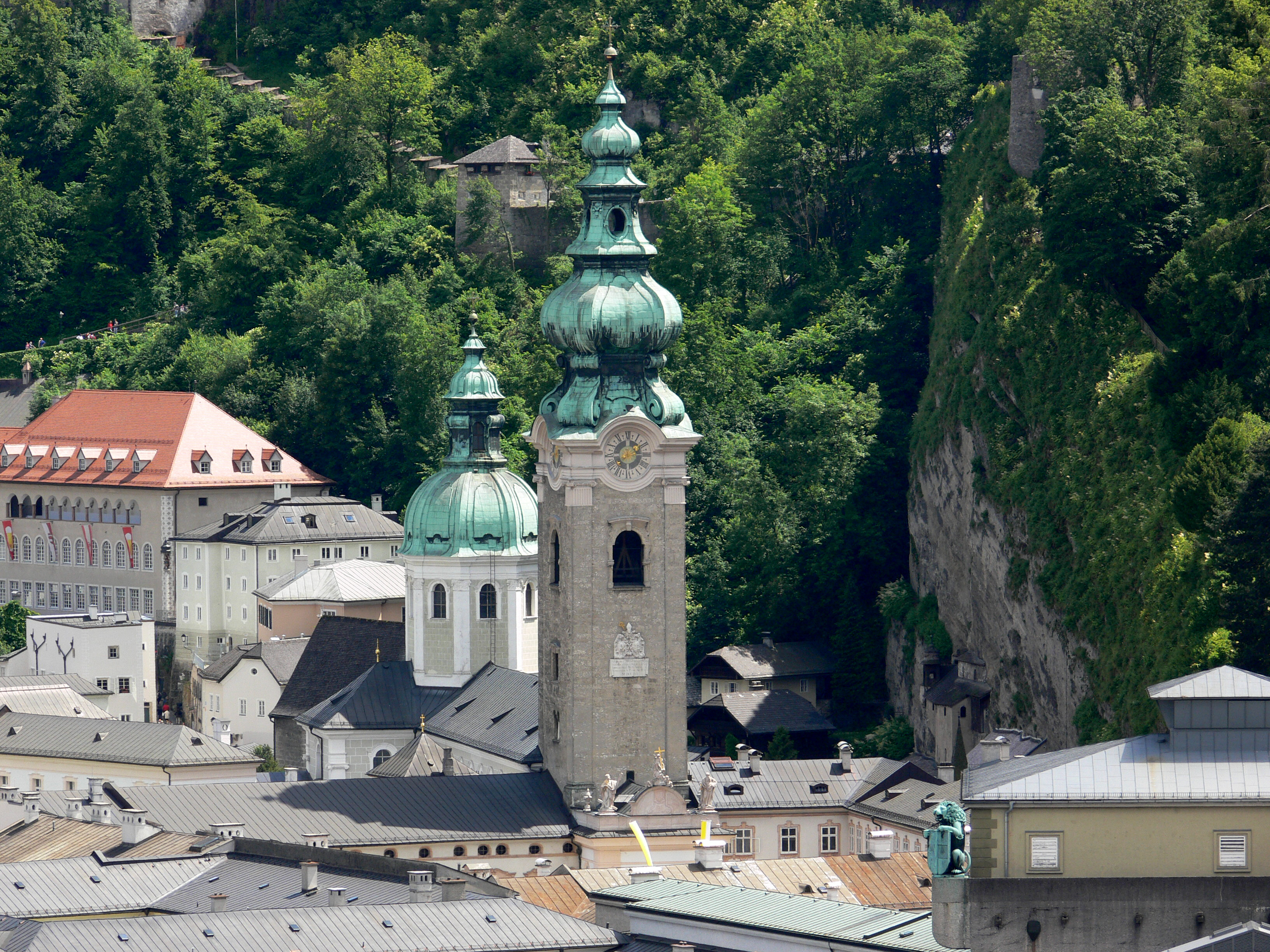
圣伯多禄教堂

圣伯多禄修道院（Stift Sankt Peter）位于奥地利萨尔茨堡，是一座天主教本笃会修道院，被认为是德语地区第一座修道院。
該修道院內設有歐洲最古老的餐廳圣伯多禄修道院餐厅。

## 历史
圣伯多禄修道院创立于公元696年。